# Palenque International Airport
Palenque International Airport är en flygplats i Mexiko.   Den ligger i kommunen Palenque och delstaten Chiapas, i den sydöstra delen av landet, 800 km öster om huvudstaden Mexico City. Palenque International Airport ligger 77 meter över havet.
Terrängen runt Palenque International Airport är platt norrut, men söderut är den kuperad. Runt Palenque International Airport är det ganska glesbefolkat, med 34 invånare per kvadratkilometer. Närmaste större samhälle är Palenque, 2,7 km söder om Palenque International Airport. Trakten runt Palenque International Airport består till största delen av jordbruksmark.